# Géza von Radványi
Géza von Radványi (născut Géza Grosschmid; n. 26 septembrie 1907, Kassa, Austro-Ungaria – d. 27 noiembrie 1986, Budapesta, Republica Populară Ungară) a fost un regizor de film și scenarist din Ungaria și fratele poetului și jurnalistului maghiar Sándor Márai (Sándor Grosschmid).
Géza Grosschmid (Géza von Radványi), fiu al unui avocat și vicenotar regal, a activat inițial în calitate de jurnalist. În anul 1928 a fost acreditat la Geneva, la sediul Ligii Națiunilor.
Cariera de regizor și scenarist și-a început-o în anii 1930 în Germania, la Berlin, ca asistent de regizor. S-a întors în Ungaria în 1939, ca regizor principal al unor filme în care rolurile principale au fost interpretate de soția sa Mária von Tasnády.
Mormântul regizorului și al soției lui se află în Planegg, un cartier periferic al orașului München, Germania.

## Filmografie selectivă
- 1940 Castelul din Ardeal
- 1940 Negociere închisă
- 1941 Europa nu răspunde
- 1941 Mantaua vorbitoare (Der sprechende Mantel / A beszélő köntös)
- 1942 Așa iubește numai o femeie (So liebt nur eine Frau)
- 1947 Undeva în Europa (Valahol Európában)
- 1949 Donne senza nome
- 1953 Iubire minunată (Eine wunderbare Liebe)
- 1954 Ingrid – povestea unui manechin (Ingrid – die Geschichte eines Fotomodells)
- 1955 Fete fără frontiere (Mädchen ohne Grenzen)
- 1957 Castelul din Tirol (Das Schloß in Tirol)
- 1957 Medicul din Stalingrad (Der Arzt von Stalingrad)
- 1958 Fete în uniformă (Mädchen in Uniform)
- 1958 Crima ei a fost dragostea (Ihr Verbrechen war Liebe / Douze heures d'horloge)
- 1959 Un înger pe pământ (Ein Engel auf Erden)
- 1959 Jur (Ich schwöre und gelobe)
- 1960 ... și asta se cheamă viață (...und sowas nennt sich Leben)
- 1961 Roata vieții (Das Riesenrad)
- 1961 Nu trebuie să fie mereu caviar (Es muss nicht immer Kaviar sein)
- 1961 De data asta să fie caviar (Diesmal muß es Kaviar sein)
- 1965 Coliba unchiului Tom (Onkel Toms Hütte)
- 1965 Congresul se amuză (Der Kongreß amüsiert sich/Le congrès s’amuse)
- 1974 Spectrul groazei (Parapsycho – Spektrum der Angst)
- 1979 Girls – micile agățătoare (Girls – die kleinen Aufreißerinnen)
- 1979 Circus Maximus